# Harpalus cephalotes
Harpalus cephalotes (лат.) — вид жуков-жужелиц из подсемейства харпалин. Номинативный подвид распространён в Европейской части России, Центральной и Южной Европе, Малой Азии, на Кавказе и в Казахстане; H. c. somcheticus распространён на юго-западе Армении и в Турции, и вероятно в Израиле.

## Синонимы
В синонимику вида входят следующие биномены:
- Harpalus rayei Linder, 1864[3]
- Harpalus somcheticus Schauberger, 1933[3]
- Harpalus planiusculus (Kraatz, 1873)[3]
- Ophonus cephalotes Rambousek, 1912

## Описание подвидов

### Harpalus cephalotes cephalotes
Длина тела самца 12—13,1 мм, ширина — 4,4—4,6 мм; длина тела самок 12—14,5 мм, ширина 4,3—4,5 мм. Дорсальная (спинная) сторона тела жуков тёмно-коричневая, нижняя сторона тела — более бледная, красновато-коричневая. Щупики, усики и ноги коричневые или красновато-коричневые.
Края переднеспинки более или менее прямолинейно сходятся по направлению назад, реже лишь сильно извилистые до тупых базальных (основных) углов.

### Harpalus cephalotes somcheticus
Длина тела самца 13—14 мм, ширина — 4,5—5 мм; длина тела самок 15 мм, ширина 5,4 мм. Жуки более бледно и монотонно окрашены, чем жуки номинативного подвида; коричневато-жёлтые или красновато-коричневые.
Стороны переднеспинки обычно волнистые у основания; основные углы более острые, чем у номинативного подвида.